# Limosa (genre)
Pour les articles homonymes, voir Barge.
Genre
Limosa est un genre d'oiseaux de la famille des Scolopacidae, nommés barges.

## Liste des espèces
D'après la classification de référence (version 14.1, 2024) de l'Union internationale des ornithologues, il y a 4 espèces du genre Limosa (ordre philogénique) :
- Limosa lapponica (Linnaeus, 1758) – Barge rousse ;
- Limosa limosa (Linnaeus, 1758) – Barge à queue noire ;
- Limosa haemastica (Linnaeus, 1758) – Barge hudsonienne ;
- Limosa fedoa (Linnaeus, 1758) – Barge marbrée.